# 朱芾煌
朱芾煌（1885年—1942年），又名黻（绂）华，四川省江津县人，佛学家，同盟会员。

## 生平
1901年考中清朝秀才，1906年入读上海中国公学。1909年在日本求学后加入同盟会。辛亥革命期间回国，南京临时政府成立后，出任总统府秘书。因与袁世凯之子袁克定有旧，穿梭于南北，调停和议，有大功于民国建立。曾在袁世凯授意下持汪精卫书信到武昌，被冯国璋抓获，几乎丧生，为袁克定驰电所救——

华甫大哥爵帅大人：
   朱君芾煌系弟擅专派赴武昌。良以海军背叛，我军四面受敌；英人有意干涉，恐肇瓜分；是以不得不思权宜之计，以定大乱。今早有电，谅达记室。朱君生还，如弟之脱死也。
    此上。
敬请勋安。
弟定顿首。
胡适在民国元年（1912年）12月5日日记中记载：
“在叔永处读朱芾煌日记，知南北之统一，清廷之退位，孙之逊位，袁之被选，数十万生灵之得免于涂炭，其最大之功臣，乃一无名之英雄朱芾煌也。朱君在东京闻革命军兴，乃东渡冒险北上，往来彰德、京、津之间，三上书于项城，兼说其子克定，克定介绍之于唐少川[绍仪]、梁士诒诸人，许项城以总统之位。一面结客炸刺良弼、载泽。任刺良弼者彭君，功成而死。任刺载泽者三人，其一人为税绍圣，亦旧日同学也。时汪兆铭已在南京，函电往来，协商统一之策，卒成统一之功。朱君曾冒死至武昌报命，途中为北军所获，几死者数次。其所上袁项城书，皆痛切洞中利害，宜其动人也。此事可资他日史料，不可不记。”
1912年夏与吴玉章返回四川，发起组织四川省俭学会，为留法勤工俭学的开始。受惠者包括陈毅、聂荣臻、赵世炎、刘伯坚、邓小平等数百川人。
1913年赴欧洲考察，后历任临清关、张家口关监督等职。1922年隐退，居北京，醉心佛学，追随与欧阳渐齐名的韩清净，组织了“法相研究会”、“三时学会”等，著有三百万字的《法相辞典》。
1942年逝世，享年58岁。葬于北京西山八大处灵光寺旁，韩清净大师为之撰写碑文。